# Sebastian Frandsen
Sebastian Frandsen (født 24. maj 1994) er en dansk håndboldspiller, der spiller for Fredericia HK i håndboldligaen.
Sebastian Frandsen har tidligere spillet i Århus Håndbold, Vejle Håndbold, Ribe Esbjerg, TTH Holsterbro, Porto og nu Fredericia HK.
Da han spillede i FC Porto var han med til at vinde det portugisiske mesterskab.